# The Inpatient
The Inpatient è un videogioco survival-horror in realtà virtuale del 2018, sviluppato da Supermassive Games e pubblicato da Sony Interactive Entertainment in esclusiva per PlayStation 4. Si tratta del prequel di Until Dawn (2015).

## Modalità di gioco
The Inpatient è un survival-horror in prima persona in cui il giocatore controlla un paziente di un sanatorio soggetto ad amnesia dopo essere rimasto intrappolato nelle miniere al di sotto della montagna di Blackwood Pines.
Attraverso l'utilizzo del PlayStation VR, il giocatore entra nel corpo del paziente e gestisce i movimenti delle sue mani; inoltre può interagire con i personaggi non giocanti tramite il comando vocale.

## Sviluppo
Lo sviluppo di The Inpatient è stato curato da Supermassive Games con l'utilizzo dell'Unreal Engine 4. Il gioco è un prequel di Until Dawn (2015) e si svolge nel sanatorio di Blackwood Pines sessanta anni prima degli eventi narrati nel titolo originale.
Nik Bowen, Graham Reznick e Larry Fessenden ritornano, rispettivamente, come direttore creativo e scrittori; al fine di coinvolgere il subconscio dei giocatori nella storia, Supermassive Games ha utilizzato elementi di orrore psicologico e il rendering tridimensionale dell'audio binario a supplemento della visuale.
Il gioco è stato annunciato per la prima volta all'Electronic Entertainment Expo 2017 come esclusiva di PlayStation 4 con il supporto del VR. Inizialmente doveva essere pubblicato il 21 novembre 2017 in Nord America e il 22 novembre 2017 in Europa, ma successivamente è stato rimandato al 23 gennaio e 24 gennaio 2018.

## Accoglienza
| Aggregatore    | Media voti | Note  |
| -------------- | ---------- | ----- |
| Metacritic     | 59         | [ 1 ] |
| Sito           | Voto       | Note  |
| Everyeye.it    | 5.5        | [ 2 ] |
| Multiplayer.it | 5.8        | [ 3 ] |